# مطبخ نباتي
المطبخ النباتي

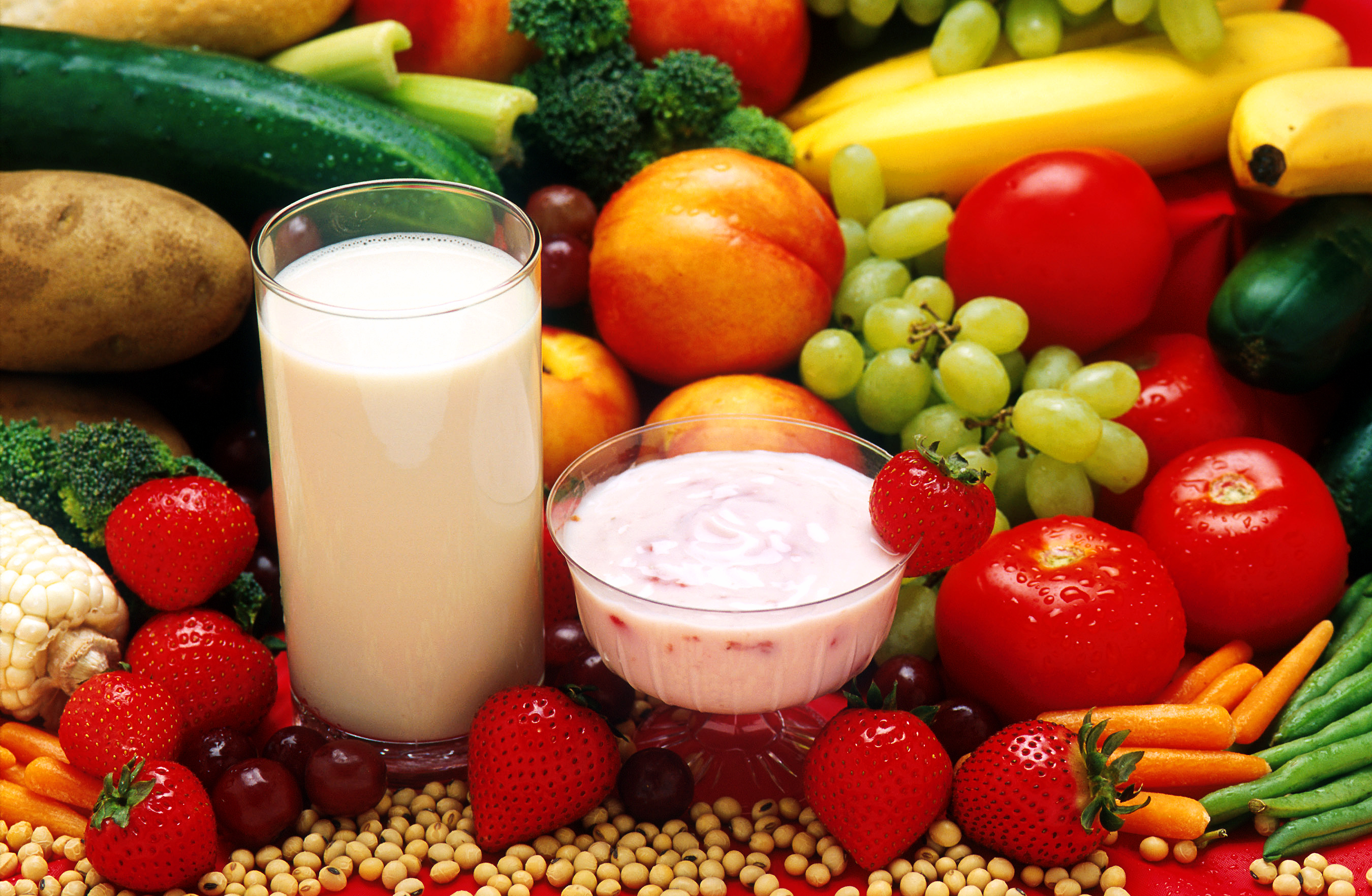
مطبخ نباتي

هناك فئة كبير من المجتمع تعتبر نباتية أي من هم لاياكلون اللحوم بكل أنواعها سواء الحمراء أو البيضاء وهولا هنا يبحثو عن أكل يعتمد على الخضروات والفواكه بجميع انواعها
يعتمد المطبخ النباتي على الأطعمة التي تلبي المعايير النباتية بعدم تضمنها منتجات اللحوم والأنسجة الحيوانية (مثل الجيلاتين أو المنفحة المشتقة من الحيوانات). يتضمن النظام الغذائي نباتيي الألبان والبيض (أكثر أنواع النباتية شيوعاً في العالم الغربي)، البيض ومنتجات الألبان (مثل الحليب والجبن من دون المنفحة). يتضمن النظام الغذائي لنباتيي الألبان منتجات الألبان ولا يتضمن البيض، ويتضمن النظام الغذائي لنباتيي البيض البيض ولا يتضمن منتجات الألبان. إن أكثر أشكال النباتية صرامة هو النباتية الصرفة التي تستثني جميع المنتجات الحيوانية من ضمنها الألبان، والعسل، والسكريات المكررة إذا جرت تصفيتها وتبييضها باستخدام الفحم العظمي.. هناك أيضاً نباتيون جزئيون، مثل الذين يأكلون الأسماك ويتجنبون أنواع اللحوم الأخرى.
هناك تنوع كبير بالأطعمة النباتية بما فيه من تطويرٍ لبعض الأطعمة بحيث تتناسب مع النظام الغذائي النباتي، لضمان تناول البروتين، وفيتامينB12 ، والعناصر الغذائية الأخرى بشكل صحي.
- محاصيل الحبوب، والحبوب الغذائية، والفطريات خصوصًا الفطر الصالح للأكل، والأعشاب البحرية، والفواكه، والخضروات، والبقوليات، والمكسرات.
- منتجات فول الصويا، من ضمنها التوفو (Tofu)، والتيمبي (Tempeh)، التي تكون مصادر مشتركة للبروتين.
- البروتين النباتي المجهز ((TVPالمصنوع من دقيق الصويا منزوع الدهن، وغالباً ما يكون بديلًا للحم المفروم في وصفات التشيلي (chili) والبرغر.
- بدائل اللحوم التي تحاكي طعم وملمس ومظهر اللحوم وغالبًا ما تستخدم في الوصفات التي تحتوي على اللحوم.
- البيض ونظائر منتجات الألبان في المطبخ النباتي (مثل أكوفايا (Aquafaba)، والكريم النباتي أو الحليب النباتي).

## الأغذية النباتية الشائعة الاستخدام:
تشمل الأطعمة التي تعد ملائمة لجميع النباتيين)بما فيهم النباتيون الصرف) ما يلي:
- محاصيل الحبوب/ الحبوب الغذائية: الشعير، والحنطة السوداء، وأنواع الذرة، والفونو ((Fonio، وبذور القنب، والدخن، والشوفان، والكينوا، والأرز، والشيلم، والسورغم (Sorghum)، والشيقم، والقمح؛ المنتجات المشتقة مثل الدقيق (العجين، والموسلي (Muesli)، والمعكرونة، وما إلى ذلك).
- الخضراوات (طازجة، أو معلبة، أو مجمدة، أو مهروسة، أو مجففة، أو مخللة)؛ المنتجات المشتقة مثل الصلصات النباتية كصلصة التشيلي والزيوت النباتية.
- الفطريات الصالحة للأكل (طازجة، أو معلبة، أو مجففة، أو مخللة). تشمل الفطريات الصالحة للأكل بعض أنواع عيش الغراب والفطريات الدقيقة التي قد تشارك في تخمير الطعام (الخمائر والعفن) مثل رشاشية أوريزه (Aspergillus oryzae) وفيوزاريوم فينيناتوم (Fusarium venenatum).
- الفاكهة (طازجة، أو معلبة، أو مجمدة، أو مهروسة، أو مسكرة، أو مجففة)؛ المنتجات المشتقة مثل المربى والمرملاد (Marmalade).
- البقوليات: الفاصولياء (تشمل فول الصويا ومنتجات الصويا مثل الميسو (Miso)، والإيدامامية (Edamame)، وحليب الصويا، ولبن الصويا، والتيمبي (Tempeh)، والتوفو (Tofu)
- و (TVP) والحمص، والعدس، والبازلاء، والفول السوداني؛ المنتجات المشتقة مثل زبدة الفول السوداني.
- شجرة الجوز والبذور الصالحة للأكل؛ المنتجات المشتقة مثل زبدة الجوز.
- الأعشاب والتوابل والأعشاب البرية مثل الطرخشقون (Taraxacum) والحامض البستاني أو نبات القراص.
- أصناف أخرى من الأغذية النباتية كالمنتجات المشتقة من الأعشاب البحرية مثل أغار (Agar) الذي يمتلك الوظيفة نفسها للجلاتين المشتق من عظام الحيوانات.
- المشروبات مثل البيرة، أو القهوة، أو الشوكولاته الساخنة، أو عصير الليمون، أو الشاي، أو النبيذ بالرغم من أن بعض أنواع البيرة والنبيذ قد تحتوي على عناصر من منتجات حيوانية كعوامل منقية بما في ذلك مثانة السمك، وبياض البيض، والجيلاتين، والحليب الخالي من الدسم.

أطعمة غير ملائمة للنباتيين الصرف لكنها مقبولة لبعض الأنواع الأخرى من النباتيين:
- منتجات الألبان (الزبدة، والجبن (باستثناء الجبن الذي يحتوي على المنفحة من أصل حيواني)، والحليب، واللبن (باستثناء اللبن الذي يحتوي على الجيلاتين وما إلى ذلك) _لا يأكل النباتيون الصرف ولا نباتيو البيض منتجات الألبان.
- البيض لا يأكله النباتيون الصرف ولا نباتيو الألبان (معظم النباتيون الهنود).
- العسل لا يأكله أغلب النباتيون الصرف.

لا يمكن للنباتيين أن يستهلكوا اللحوم أو منتجات الأنسجة الحيوانية من دون وجود تغير معتمد عالمياً في نظامهم الغذائي. وعليه من الناحية العملية، بالمقارنة مع غير النباتين فإن النباتين في المتوسط لديهم استهلاك متزايد في:
- الفواكه
- الخضراوات
- أفوكادو
- بطاطس غير مقلية
- البقوليات
- أطعمة الصويا
- المكسرات
- البذور

وبالمقارنة مع غير النباتين فإن النباتين في المتوسط لديهم استهلاك أقل في:
- منتجات الألبان
- البيض
- الحبوب المكررة
- الدهون المضافة
- الحلويات
- الوجبات الخفيفة
- المشروبات غير المائية (المحليات غالباً)